# Kabinet-Renzi
Het kabinet-Renzi was de 65ste regering van Italië van 22 februari 2014 tot 12 december 2016. Het kabinet werd benoemd door president Giorgio Napolitano. Dit is tevens het laatste kabinet dat Napolitano heeft benoemd; hij werd op 14 januari 2015 als president opgevolgd door Sergio Mattarella.
Het kabinet was samengesteld uit de volgende politieke partijen:
| Politieke partij                                                                            | Politieke partij                                                    |
| ------------------------------------------------------------------------------------------- | ------------------------------------------------------------------- |
|                                                                                             | Democratische Partij (Partito Democratico, PD)                      |
|                                                                                             | Nieuw Centrumrechts (Nuovo Centrodestra, NCD)                       |
|                                                                                             | Unie van het Centrum (Unione di Centro, UdC)                        |
|                                                                                             | Keuze van de Burger (Scelta Civica, SC)                             |
|                                                                                             | Popolari per l'Italia1 (Popolari per l'Italia, PpI)                 |
|                                                                                             | Solidaire Democratie2 (Democrazia Solidale, Demo.S)                 |
|                                                                                             | Socialistische Partij van Italië (Partito Socialista Italiano, PSI) |
|                                                                                             | Democratisch Centrum3 4 (Centro Democratico, CD)                    |
|                                                                                             | Onafhankelijke ministers en staatssecretarissen                     |
| 1 Tot juni 2015; 2 V.a. juli 2014; 3 V.a. oktober 2015; 4Levert alleen een staatssecretaris |                                                                     |

## Kabinet–Renzi (2014–2016)
| Ambtsbekleder                              | Ambtsbekleder          | Ambtsbekleder                 | Functie                                  | Ambtstermijn     | Ambtstermijn     | Partij |
| ------------------------------------------ | ---------------------- | ----------------------------- | ---------------------------------------- | ---------------- | ---------------- | ------ |
|                                            | Matteo Renzi           | Matteo Renzi (1975)           | Premier                                  | 22 februari 2014 | 12 december 2016 | DP     |
|                                            | Graziano Delrio        | Graziano Delrio (1960)        | Secretaris- generaal                     | 22 februari 2014 | 1 april 2015     | DP     |
|                                            | Claudio De Vincenti    | Claudio De Vincenti (1948)    | Secretaris- generaal                     | 1 april 2015     | 12 december 2016 | DP     |
|                                            | Angelino Alfano        | Angelino Alfano (1970)        | Minister van Binnenlandse Zaken          | 28 april 2013    | 12 december 2016 | NCD    |
|                                            | Federica Mogherini     | Federica Mogherini (1973)     | Minister van Buitenlandse Zaken          | 22 februari 2014 | 31 oktober 2014  | DP     |
|                                            | Paolo Gentiloni        | Paolo Gentiloni (1954)        | Minister van Buitenlandse Zaken          | 31 oktober 2014  | 12 december 2016 | DP     |
|                                            | Pier Carlo Padoan      | Pier Carlo Padoan (1950)      | Minister van Financiën                   | 22 februari 2014 | 1 juni 2018      | DP     |
|                                            | Andrea Orlando         | Andrea Orlando (1969)         | Minister van Justitie                    | 22 februari 2014 | 12 december 2016 | DP     |
|                                            | Federica Guidi         | Federica Guidi (1969)         | Minister van Economische Zaken           | 22 februari 2014 | 6 april 2016     | O      |
|                                            | Matteo Renzi           | Matteo Renzi (1975)           | Minister van Economische Zaken           | 6 april 2016     | 10 mei 2016      | DP     |
|                                            |                        | Carlo Calenda (1973)          | Minister van Economische Zaken           | 10 mei 2016      | 1 juni 2018      | O      |
|                                            | Roberta Pinotti        | Roberta Pinotti (1961)        | Minister van Defensie                    | 22 februari 2014 | 1 juni 2018      | DP     |
|                                            | Beatrice Lorenzin      | Beatrice Lorenzin (1971)      | Minister van Volksgezondheid             | 28 april 2013    | 1 juni 2018      | NCD    |
|                                            | Giuliano Poletti       | Giuliano Poletti (1951)       | Minister van Arbeid en Sociale Zaken     | 22 februari 2014 | 1 juni 2018      | O      |
|                                            | Stefania Giannini      | Stefania Giannini (1960)      | Minister van Onderwijs                   | 22 februari 2014 | 12 december 2016 | DP     |
| Minister van Hoger Onderwijs en Wetenschap | Stefania Giannini      | Stefania Giannini (1960)      |                                          | 22 februari 2014 | 12 december 2016 | DP     |
|                                            | Maurizio Lupi          | Maurizio Lupi (1959)          | Minister van Transport                   | 28 april 2013    | 20 maart 2015    | NCD    |
|                                            | Matteo Renzi           | Matteo Renzi (1975)           | Minister van Transport                   | 20 maart 2015    | 1 april 2015     | DP     |
|                                            | Graziano Delrio        | Graziano Delrio (1960)        | Minister van Transport                   | 1 april 2015     | 1 juni 2018      | DP     |
|                                            | Maurizio Martina       | Maurizio Martina (1978)       | Minister van Landbouw                    | 22 februari 2014 | 12 maart 2018    | DP     |
|                                            | Gian Luca Galletti     | Gian Luca Galletti (1961)     | Minister van Milieu                      | 22 februari 2014 | 1 juni 2018      | UDC    |
|                                            | Dario Franceschini     | Dario Franceschini (1958)     | Minister van Cultuur en Toerisme         | 22 februari 2014 | 1 juni 2018      | DP     |
|                                            | Maria Elena Boschi     | Maria Elena Boschi (1981)     | Minister voor Parlementaire Betrekkingen | 22 februari 2014 | 12 december 2016 | DP     |
| Minister voor Bestuurlijke Vernieuwing     | Maria Elena Boschi     | Maria Elena Boschi (1981)     |                                          | 22 februari 2014 | 12 december 2016 | DP     |
|                                            | Marianna Madia         | Marianna Madia (1980)         | Minister voor Publieke Diensten          | 22 februari 2014 | 1 juni 2018      | DP     |
|                                            | Maria Carmela Lanzetta | Maria Carmela Lanzetta (1955) | Minister voor Regionale Zaken            | 22 februari 2014 | 30 januari 2015  | DP     |
|                                            | Enrico Costa           | Enrico Costa (1969)           | Minister voor Regionale Zaken            | 30 januari 2015  | 20 juli 2017     | NCD    |

De Gasperi II · De Gasperi III · De Gasperi IV · De Gasperi V · De Gasperi VI · De Gasperi VII · De Gasperi VIII · Pella · Fanfani I · Scelba · Segni I · Zoli · Fanfani II · Segni II · Tambroni · Fanfani III · Fanfani IV · Leone I · Moro I · Moro II · Moro III · Leone II · Rumor I · Rumor II · Rumor III · Colombo · Andreotti I · Andreotti II · Rumor IV · Rumor V · Moro IV · Moro V · Andreotti III · Andreotti IV · Andreotti V · Cossiga I · Cossiga II · Forlani · Spadolini I · Spadolini II · Fanfani V · Craxi I · Craxi II · Fanfani VI · Goria · De Mita · Andreotti VI · Andreotti VII · Amato I · Ciampi · Berlusconi I · Dini · Prodi I · D'Alema I · D'Alema II · Amato II · Berlusconi II · Berlusconi III · Prodi II · Berlusconi IV · Monti · Letta · Renzi · Gentiloni · Conte I · Conte II · Draghi · Meloni